# Peine de mort au Kansas
Le Kansas a procédé à 76 exécutions entre 1853 et 1965. À l'exception de la première par peloton d'exécution, toutes l'ont été par pendaison.

Après un moratoire de 29 ans, la peine capitale a été rétablie en 1994, une tentative de rétablissement ayant échoué en 1979 à cause du veto du gouverneur de l'époque. La loi actuelle prévoit la possibilité pour le juge de mettre son veto à un verdict de mort unanime du jury, ce qui n'est jamais arrivé. En décembre 2004, la Cour suprême du Kansas a jugé la procédure d'application de la peine de mort comme anticonstitutionnelle. Mais l'État du Kansas a fait appel auprès de la Cour suprême des États-Unis qui rétablit la peine de mort en appel (Kansas v. March) en 2006. Les 11 condamnés à mort aujourd'hui incarcérés le sont à l'établissement correctionnel d'El Dorado, et le Kansas dispose d'une salle d'exécution par injection létale qui n'a jamais été utilisée à l'établissement correctionnel de Lansing (en). L'ordre d'exécution est signé par le juge et le gouverneur peut gracier sans préalable.
En 2010, le Sénat du Kansas a refusé (à la suite d'une égalité 20 contre 20) l'abolition de la peine de mort.

## Exécutions depuis 1994
Les exécutions ont lieu à Lansing, au Lansing Correctional Facility (en).
| Criminel | Date | Méthode(s) | Crime(s) | Gouverneur |
| -------- | ---- | ---------- | -------- | ---------- |

## Condamnés à mort
En décembre 2018 le couloir de la mort du Kansas compte 10 condamnés. Depuis 1994 aucun condamné n'a été gracié dans le Kansas.
| Criminel       | Date de condamnation | Crime(s)                                                                                                  | Note(s) |
| -------------- | -------------------- | --- | ------- |
| Kyle Flack     | 18 mai 2016          | Meurtre en 2013 de quatre personnes dans une ferme dont un enfant de dix-huit mois en leur tirant dessus. |         |
| Frazier Miller | 10 novembre 2015     | Meurtre en 2014 de trois personnes dans une synagogue en leur tirant dessus.                              |         |
| James Kahler   | 11 octobre 2011      | Meurtre en 2009 de quatre personnes dont ses deux filles en leur tirant dessus.                           |         |
| Justin Thurber | 20 mars 2009         | Meurtre en 2007 d'une étudiante après l'avoir violée.                                                     |         |
| Scott Cheever  | 23 janvier 2008      | Meurtre en 2005 d'un policier en lui tirant dessus.                                                       |         |
| Sydney Gleason | 28 août 2006         | Meurtre en 2004 de deux personnes pour les empêcher de témoigner à propos d'un braquage.                  |         |
| John Robinson  | 21 janvier 2003      | Meurtre entre 1984 et 1999 de huit femmes après les avoir violées.                                        |         |
| Reginald Carr  | 15 novembre 2002     | Meurtre en 2000 de cinq personnes, viol sur quatre d'entre elles.                                         |         |
| Johnathan Carr | 15 novembre 2002     | Meurtre en 2000 de cinq personnes, viol sur quatre d'entre elles.                                         |         |
| Gary Kleypas   | 11 mars 1998         | Meurtre en 1996 d'une étudiante après l'avoir violée.                                                     |         |